# دارکوب‌سبزقبایان
دارکوب‌سبزقبایان (نام علمی: Picocoraciae) یک تبارشاخه که شامل راسته‌های نوک‌شاخ‌سانان (نوک‌شاخ‌ها و هدهدها) و کلاد دارکوب‌ماهی‌خورک‌پرندگان (حاوی پرندگانی مانند ماهی‌خورک، سبزقبا، دارکوب و توکان) است که توسط تجزیه و تحلیل‌های مختلف ژنتیکی       و مطالعات ریخت‌شناسی   پشتیبانی شده است. در حالی که این مطالعات از یک گروه خواهری از سبزقباسانان و دارکوب‌سانان پشتیبانی می‌کنند، یک سوپرماتریس پراکنده در مقیاس بزرگ، رابطه خواهری جایگزین بین نوک‌شاخ‌سانان و دارکوب‌سانان را پیشنهاد کرده است. 
|                    | نوک‌شاخ‌سانان (نوک‌شاخ‌ها، هدهدها، و هدهدهای درختی)                                                          |
|                    | |
| Picodynastornithes | \| \| سبزقباسانان (سبزقباها و ماهی‌خورک‌ها) \| \| \| \| \| \| دارکوب‌سانان (دارکوب‌ها و توکان‌ها) \| \| \| \| |
|                    | \| \| سبزقباسانان (سبزقباها و ماهی‌خورک‌ها) \| \| \| \| \| \| دارکوب‌سانان (دارکوب‌ها و توکان‌ها) \| \| \| \| |
|                    | سبزقباسانان (سبزقباها و ماهی‌خورک‌ها)                                                                      |
|                    | |
|                    | دارکوب‌سانان (دارکوب‌ها و توکان‌ها)                                                                         |
|                    | |

|  | سبزقباسانان (سبزقباها و ماهی‌خورک‌ها) |
|  |                                     |
|  | دارکوب‌سانان (دارکوب‌ها و توکان‌ها)    |
|  |                                     |